# Девочка на шаре
«Девочка на шаре» — картина Пабло Пикассо, написанная в 1905 году; крупное произведение розового периода в творчестве художника.
В 1913 году полотно приобрёл в Париже И. А. Морозов. После революции картина была национализирована и попала в Государственный музей новой западной живописи, после 1923 года — ГМНЗИ, откуда после его расформирования в 1948 году была перенесена в собрание Государственного музея изобразительных искусств имени А. С. Пушкина.

## Сюжет
На картине изображены артисты бродячей цирковой труппы. Почти весь холст занимают двое: хрупкая юная эквилибристка  репетирует номер, балансируя на шаре, а мощный атлет сидит рядом на кубе, отдыхая. Картина наполнена внутренним драматизмом, который положен в основу её композиции, и построена на контрастах. Пейзаж, изображённый на холсте, представляет собой безрадостную выжженную солнцем холмистую равнину, по ней протянулась просёлочная дорога, где и остановилась кибитка бродячего цирка. На заднем плане изображены женщина с двумя детьми, младшего из которых она держит на левой руке, чёрная собака и пасущаяся белая лошадь. Унылый фон контрастирует с весёлым ремеслом артистов, призванных на представлениях доставлять радость шумной толпе зрителей. 
Элементы циркового реквизита — шар, пребывающий в неустойчивом покое на поверхности земли, и стоящий на ней куб — также представляют собой противоположности. Обыгрывается контраст движения и неподвижности. Девочка грациозно покачивается, удерживая равновесие, атлет сидит застывший, словно монолит. Он практически слился в одно целое со своим постаментом, олицетворяя неподвижность и постоянство.
Согласно предположению ведущего научного сотрудника отдела западноевропейского изобразительного искусства Эрмитажа Александра Бабина, шар, на котором балансирует юная артистка, — это, по замыслу Пикассо, пьедестал богини судьбы Фортуны, которую традиционно изображали стоящей на шаре или на колесе, что символизировало непостоянство человеческого счастья. Статичный куб, в рамках данной концепции, по контрасту с Фортуной на неустойчивом шаре, служит пьедесталом аллегории Доблести. В целом это, отмечает искусствовед, соответствует латинской поговорке Sedes Fortunae rotunda, sedes Virtutis quadrata («Престол Фортуны кругл, а Доблести — квадратен»).

## История создания
После того как Пикассо в 1904 году поселился в Париже на Монмартре, он познакомился и сдружился с артистами цирка Медрано, где проводил много времени. Начав писать картину «Семья акробата», он поначалу включил в сюжет подростка-акробата на шаре и взрослого артиста, наблюдающего за ним, однако эта пара не вошла в окончательный вариант. Неиспользованный эскиз лёг в основу другого произведения — «Девочка на шаре». Британский искусствовед Джон Ричардсон, который был знаком с Пикассо, сообщает, что автор написал эту картину на обороте закрашенного мужского портрета. По мнению искусствоведа, позу заглавной героини едва ли было возможно написать с натуры: в таком положении даже опытному эквилибристу не удалось бы удержаться дольше нескольких секунд. Источником вдохновения для художника, считает Ричардсон, послужила бронзовая статуэтка «Мальчик, балансирующий на шаре», созданная немецким скульптором Йоханнесом Гётцем в 1888 году. Причём на первых набросках автор, по мнению Ричардсона, изображал мальчика, а не девочку.

## Влияние

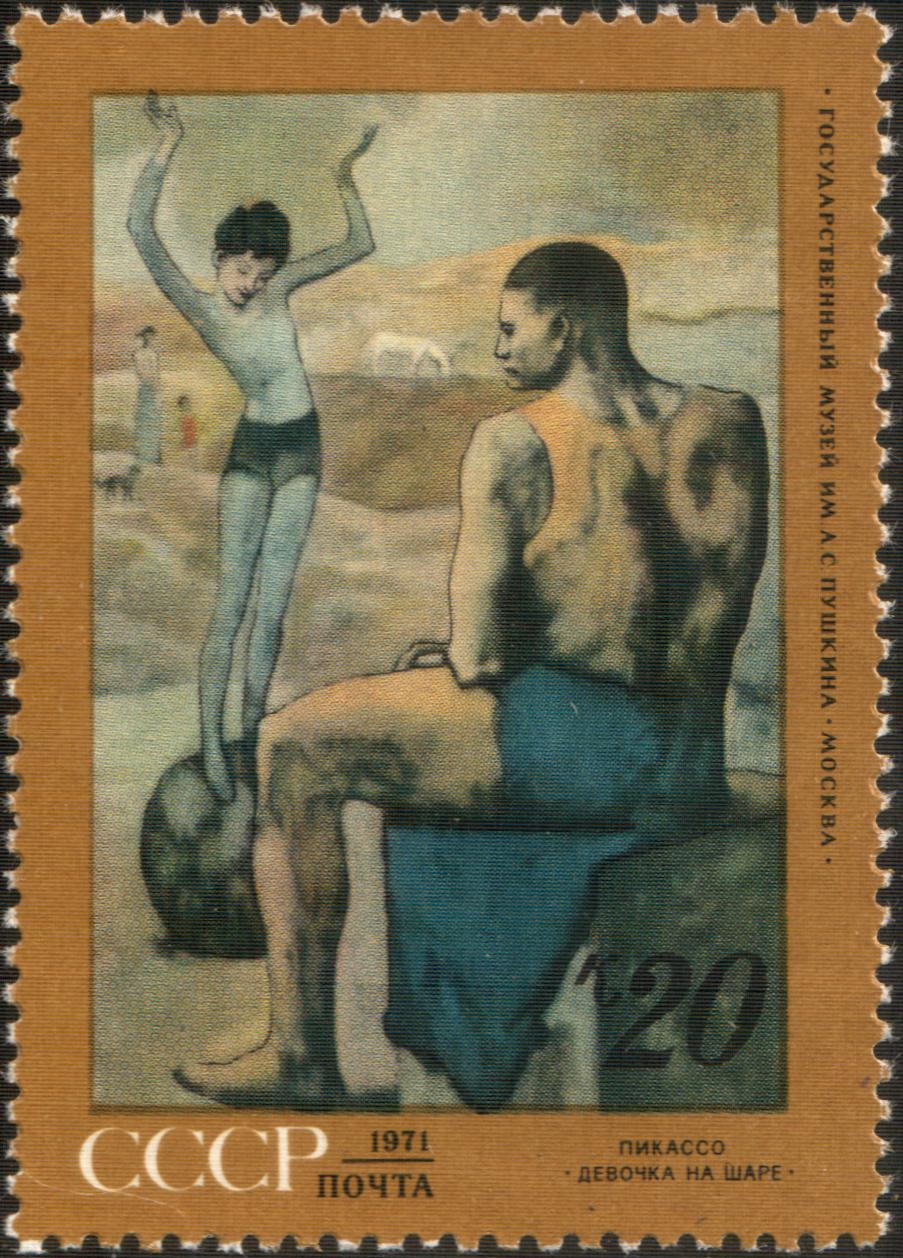
Почтовая марка СССР 1971 года

- Один из «Денискиных рассказов» Виктора Драгунского называется «Девочка на шаре», в нём мальчик, заглавный герой цикла, переживает первую влюблённость, увидев в цирке юную эквилибристку, выступающую с номером на шаре. По сценарию В. Ю. Драгунского снят одноимённый детский фильм «Девочка на шаре» (1966, режиссёры Леван Шенгелия и Глеб Комаровский).
- В 1967-м году Евгений Евтушенко написал стихотворение, в котором упоминалась картина: «Но ты воскресла в облике ином / как девочка на шарике земном / в изгибисто наивной простоте / у раннего Пикассо на холсте».
- В репертуаре певца Стаса Пьехи есть песня «Девочка на шаре» (авторы слов и музыки —  Виктор Дробыш и Lara D`Elia), представляя которую, артист говорил: «Песня в стиле блюз-рок. Вспоминаем картину Пикассо и всю драматургию, которую из этого можно вытащить»[3]. В 2013 году снят одноимённый клип (режиссёр Марат Адельшин).
- В 1971 году Министерством связи СССР была выпущена почтовая марка с репродукцией этой картины, номинал марки — 20 копеек (№ 4024 по каталогу ЦФА).
- В клипе 1998 года «Моя любовь — воздушный шар» группы «Белый орёл» картина «Девочка на шаре», как и ряд других известных полотен, «оживает».
- В 2006 году в специально созданном сквере на улице Мира, в самом начале Набережной Новороссийска, была установлена отлитая из чугуна композиция (скульптор Александр Комм) по картине Пикассо «Девочка на шаре»[4].

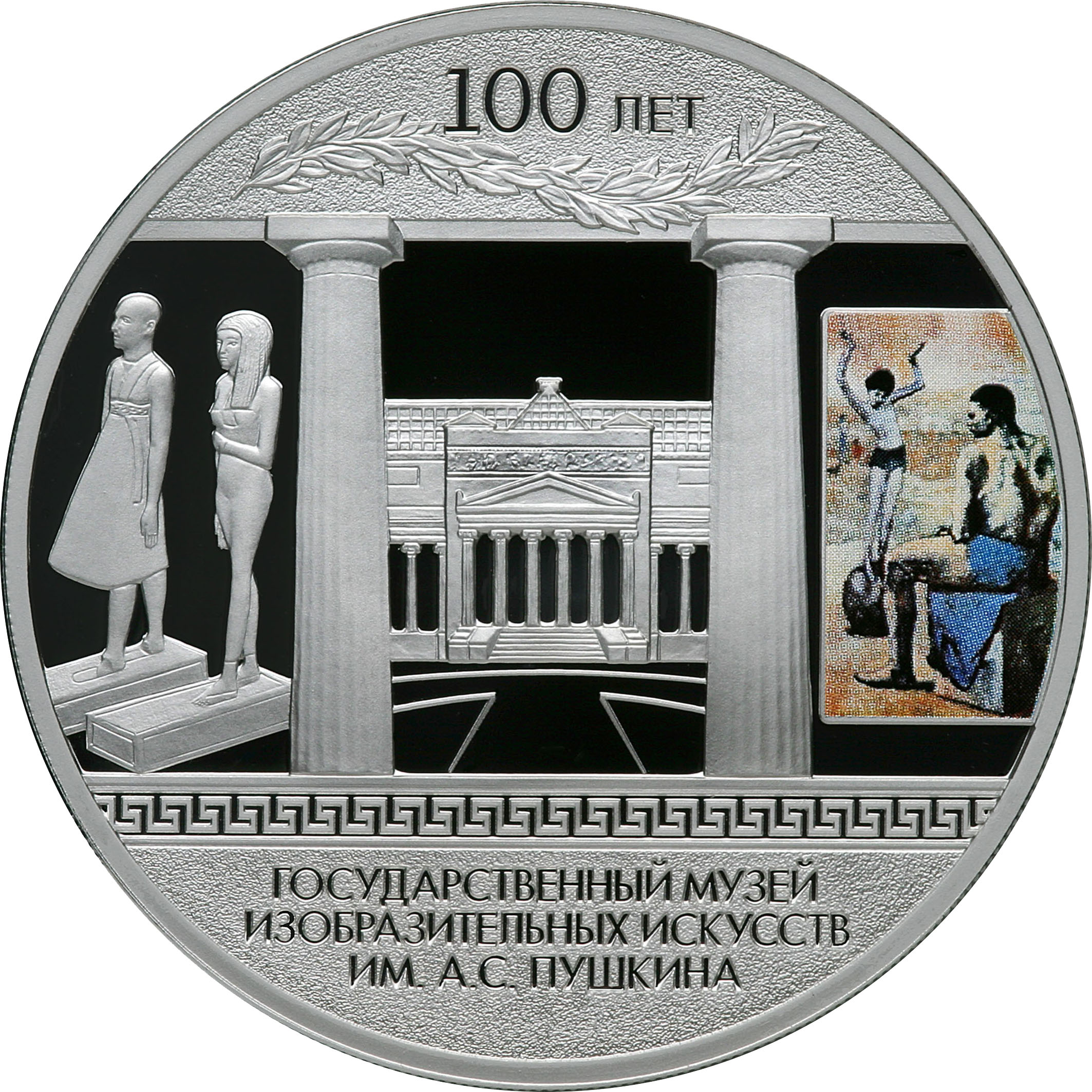
Картина «Девочка на шаре» на серебряной монете Банка России 2012 года, посвящённой столетию ГМИИ имени Пушкина

- В 2012 году Банк России выпустил памятную монету в честь 100-летия Музея имени Пушкина, на которой изображена картина Пикассо «Девочка на шаре»[5].
- В 2019 году была представлена программа «Девочка на шаре» в исполнении фигуристки Камилы Валиевой. Тренером выступила Этери Тутберидзе. Программа поставлена на музыку Фернандо Веласкеса из фильма «Багровый пик».